# Isunngua
Isunngua (tidl. stavet Isúngua) er et højdedrag i Qeqqata Kommune i vestlige Grønland, som ligger i umiddelbar nærhed af indlandsisens kant. En stor del af området er dækket af tundra med polarklima, og derfor falder der meget lidt nedbør i området. Isunngua er yglested for rensdyr.
Isunngua er kendt for en grusvej, der løber gennem den, mellem indlandsisen og Kangerlussuaq, der ligger 40 km fra hinanden. På grund af den nemme adgang, er det blevet et populært turistmål, selvom meget få vandrere foretages rejsen til fods.